# Давлетов, Эдуард Газалиевич
 Давлетов Эдуард Газалиевич  (24 апреля 1947, Уфа — 1998, там же) — биохимик, доктор медицинских наук (1989), профессор (1990), член-корреспондент АН РБ (1995).

## Биография
Давлетов Эдуард Газалиевич родился 24 апреля 1947 года в г. Уфа.
В 1971 году он окончил Башкирский медицинский институт г. Уфа, где и работал преподавателем с 1974 года. С 1995 года он — зав. кафедрой био. и клинической химии, a с 1993 года — декан общеврачебного факультета.

## Научная деятельность
Область научных интересов Давлетова — патохимия ожоговой болезни. Им был установлен эффект снижения чувствительности клеток-мишеней к действию гормонов при ожоговой травме, расшифрованы их молекулярные механизмы, обоснованы методы коррекции выявленных нарушений; проведены биохимические исследования по выявлению доклинических изменений в организме при действии диоксинсодержащих продуктов, гербицидов и экотоксикантов.
На основе его работ были выработаны биохимические критерии оценки экологического риска населения промышленных городов.
Чл.-корреспондент АН РБ, он состоял в Отделении биологических наук АН РБ.

### Труды
- Э. Давлетов. «Биохимия гормонов и механизмы гормональной регуляции обмена веществ»: Учебник. Уфа, 1980 (соавт.).
- Э. Давлетов. «Ферменты и изофер-менты в раннем онтогенезе». Саратов, 1995 (соавт.).